# 西園寺実材
西園寺 実材（さいおんじ さねき）は、鎌倉時代中期の公卿。太政大臣・西園寺公経の五男。母は『権中納言実材卿母集』の作者として知られる舞女（実材母として知られる）。官位は正二位・中納言。権大納言・四辻実藤の同母弟。

## 経歴
以下、『公卿補任』、『尊卑分脈』の内容に従って記述する。
建長6年（1254年）12月7日、従三位に叙せられる。左中将は元の如し。正嘉元年（1257年）1月6日、正三位に昇叙。正嘉2年（1258年）1月13日、参議に任ぜられる。左中将は元の如し。同年5月14日、右兵衛督を兼ね検非違使別当に補せられる。11月1日、権中納言に昇任。正元元年（1259年）4月17日、右兵衛督と検非違使別当を辞す。この年に従二位に昇叙か。弘長2年（1262年）3月29日、正二位に昇叙。文永2年（1265年）10月5日、中納言に転正。文永3年（1266年）10月24日、所労により中納言を辞退。文永4年（1267年）2月9日、薨去。享年39。